# 住田寅次郎
住田 寅次郎（すみだ とらじろう、明治7年（1874年）12月25日 - 昭和2年（1927年）11月25日）は、日本の実業家、政治家。米子商工会副会頭、米子町会議員、郡会議員。
漫画家水木しげる（本名武良茂）の大叔父。父は住田呉服店の主人で米子町長をつとめた住田善平。

## 経歴
米子東倉吉町の商家に生れた。家業は呉服商。
1902年7月、東京帝国大学法科大学政治学科卒業、法学士。
後には転じて製パンを志し、世上これを“学士パン”と呼んだ。
明治40年（1907年）9月、町会議員に当選。学務委員、角盤学校組合議員其の他各種の名誉職を兼ねた。

## 人物像
住田寅次郎は1902年7月、東京帝国大学法科大学政治学科を卒業した。元米子市長野坂寛治によれば「現代の諸君は“アァ学士か”とそこらに落ちている小石のように思うであろうが、明治35、6年ごろの学士さんはトテモドエライもので、住田寅次郎氏が法科を、筆者の叔父貴野坂康二が工科を、共に東大を卒えて帰還した年の夏、渡辺町長その他お歴々の発起によって公会堂で歓迎会を開いて頂いている。」という。

## 略歴
- 明治40年（1907年）9月 - 町会議員（二級）当選[3]。
- 明治42年（1909年）11月 - 町会議員（二級補缺）当選[3]。
- 明治43年（1910年）9月 - 町会議員（二級）当選[5]。
- 大正2年（1913年）
  - 5月 - 学務委員就任[6]。
  - 9月 - 町会議員（二級）当選[5]。
- 大正3年（1914年）
  - 6月 - 臨時大字新設並区域名称変更調査委員（ - 1915年5月）[7]。
- 大正4年（1915年）
  - 9月 - 郡会議員当選（ - 1919年9月）[8]。
  - 10月 - 郡参事会員補充員当選（ - 1919年9月）[9]。
- 大正6年（1917年）
  - 5月 - 学務委員就任[6]。
  - 9月 - 町会議員（二級）当選[10]。
- 大正9年（1920年）
  - 6月 - 治水臨時調査委員選定、1922年4月事務終了[7]。
- 大正10年（1921年）
  - 5月 - 学務委員就任[11]。
  - 9月 - 町会議員当選[12]。
  - 10月 - 県立工業学校建築協議委員選定、12月事務終了[13]。
- 大正11年（1922年）
  - 4月 - 米子町市制実施準備調査委員選定[13]。
- 大正12年（1923年）
  - 6月 - 米子商工会副会頭[14]。
- 大正14年（1925年）
  - 2月 - 公設市場委員選定[15]。
  - 5月 - 学務委員就任[11]。
  - 6月 - 米子商工会副会頭[14]。
- 昭和2年（1927年）
  - 6月 - 米子商工会副会頭[14]。